# Microcavité optique

Simulation par matrice de transfert de la dynamique du champ électrique lorsqu'une impulsion est projetée sur une microcavité (en l'occurrence un réflecteur de Bragg avec un défaut au milieu).

Une microcavité optique est une structure nanométrique dont les dimensions sont comparables aux longueurs d'onde optiques ; elles sont notamment utilisées pour agir sur l'émission d'émetteurs placés en leur cœur.
Deux effets sont susceptibles d'être observés : 
- le couplage faible ou effet Purcell correspondant à une simple modification de l'intensité d'émission ;
- le couplage fort correspondant à une intrication entre l'émetteur et la microcavité.

## Prospectives
Des lasers ultra-miniaturisés pourraient un jour voir le jour, grâce à la création de microcavités plasmoniques s'inspirant, à échelle nanométrique du principe des galeries à chuchotements.